# Lee Chun-seok
Lee Chun-seok ((en hangul, 이춘석); Corea del Sur; 3 de febrero de 1959 – 3 de junio de 2024) fue un futbolista y entrenador de fútbol surcoreano que jugó en la posición de delantero. Después de desempeñarse como entrenador en jefe de los Anyang LG Cheetahs, fue nombrado entrenador de la selección nacional de fútbol de Corea del Sur en 2004. El 19 de diciembre de 2015 asumió como propietario del Pocheon Citizen U-18. 

## Carrera del club
Inició su carrera profesional en 1983 con los Daewoo Royals. En el primer partido de la K-League contra los Pohang Steel Dolphins celebrado el 8 de mayo de 1983, anotó el empate en el minuto 10 de la segunda parte, anotando el primer gol de Daewoo en la liga.

## Carrera

### Jugador
| Periodo   | Club                                       | Apariciones | Goles |
| --------- | ------------------------------------------ | ----------- | ----- |
| 1983      | Daewoo Royals                              | 16          | 8     |
| 1985      | → Sangju Sangmu Phoenix (servicio militar) | 19          | 5     |
| 1986–1987 | Daewoo Royals                              | 26          | 3     |

### Entrenador
| Periodo   | Club                 |
| --------- | -------------------- |
| 1988-1989 | Universidad Yonsei   |
| 1990-1992 | Daewoo Royals II     |
| 1995–1996 | Geoje High School    |
| 2004-2005 | Corea del Sur        |
| 2009–2013 | Daewol Middle School |
| 2013-2015 | Paju High School     |
| 2015-2023 | Namyangjiu U18       |

## Logros
- Equipo Ideal de la K-League: 1983